# 安德里·阿塔納索維奇·梅利尼克
安德里·阿塔納索維奇·梅利尼克（羅馬化：Andrii Atanasovych Melnyk；1890年12月12日—1964年11月1日），乌克兰军事和政治领袖，曾参加第一次世界大战，1929年与他人共同建立乌克兰民族主义者组织，后与斯捷潘·班杰拉领导的激进派分裂。